# Kalligramma roycrowsoni
Kalligramma roycrowsoni là một loài côn trùng trong họ Kalligrammatidae thuộc bộ Neuroptera. Loài này được Jarzembowski miêu tả năm 2001.